# Schönwalde, Stendal
Schönwalde là một đô thị thuộc huyện Stendal, bang Sachsen-Anhalt, Đức. Đô thị Schönwalde, Saxony-Anhalt có diện tích 5,01 kilômét vuông, dân số thời điểm ngày 31 tháng 12 năm 2006 là 119 người.